# Isles & Glaciers
Isles & Glaciers war eine kurzlebige US-amerikanische Post-Hardcore-Supergroup, die von 2008 bis 2010 bestand. Die Gruppe bestand aus den Brüdern Vic und Mike Fuentes (beide Pierce the Veil), Jonny Craig (ehemalig bei Dance Gavin Dance und Emarosa), Craig Owens (D.R.U.G.S. und Chiodos), Nick Martin (ebenfalls D.R.U.G.S. und Underminded), Brian Southall (u. a. Motion City Soundtrack) und Matt Goddard.

## Geschichte
Die Gruppe spielte am 21. März 2009 seine erste und einzige Show als Band in Austin, Texas im Rahmen des SXSW. Ihre einzige Veröffentlichung, die EP The Hearts of Lonely People erschien am 9. März 2010 über Equal Vision Records und konnte sich auf Platz 104 in den offiziellen US Charts (ermittelt des Musikmagazins Billboard) positionieren. Die Erarbeitung der Stücke dauerte knapp zehn Tage, allerdings arbeiteten Musiker über einem Jahr an der EP, was nicht zuletzt daran lag, dass alle Musiker in anderen Bands aktiv sind. Als Produzent wirkte Casey Bates an den Produktionen mit. Bates arbeitete auch mit Chiodos und The Fall of Troy zusammen.
Während Jonny Craig bekanntgab, dass Isles & Glaciers eine „einmalige Sache“ sei und kein neues Material erarbeiten wird, erklärte Vic Fuentes, dass er gerne ein neues Album mit den Musikern produzieren wolle. Auch Craig Owens von Chiodos erklärte sich in einem 2012 geführten Interview bereit, erneut mit den anderen Musikern an einem neuen Werk der Supergroup arbeiten zu wollen. Am 5. September 2014 verkündete Equal Vision Records, dass die EP The Hearts of Lonely People neu aufgenommen und mit Remixes versehen werde. Die Remix-Version der EP soll am 11. November 2014 veröffentlicht werden.

## Musikstil
Isles & Glaciers, welche aus den Musikern von Emarosa, Dance Gavin Dance, Chiodos, D.R.U.G.S. und Pierce the Veil bestand, spielte eine Mischung aus Post-Hardcore und progressiver Rockmusik. Bemerkenswert bei dem Klang der Supergroup war der Wechsel des Gesangs zwischen den drei Sängern der Band. Bei dem Sound der Supergroup trug jedes Mitglied einen Teil dazu bei. Auch wurden neben normalen Gesang auch Screamings angewandt. Sänger Jonny Craig und Craig Owens werden als wichtige Musiker des Post-Hardcore-Genres beschrieben, allerdings wurde dem dritten Sänger der Gruppe, Vic Fuentes, eine ebenso große Rolle auf der EP zugesprochen. Der Gesang Craigs wurde als soulvoll und als Kontrast von den Stimmen von Owens und Fuentes beschrieben.

## Mitglieder
- Vic Fuentes – Gesang, Rhythmusgitarre (Pierce the Veil, Session-Musiker bei Cinematic Sunrise)
- Jonny Craig – Gesang (ehemalig bei Dance Gavin Dance und Emarosa, Slaves)
- Craig Owens – Gesang (Chiodos, Cinematic Sunrise, D.R.U.G.S.)
- Nick Martin – Leadgitarre, Hintergrundgesang (Underminded, Sleeping with Sirens, D.R.U.G.S., Cinematic Sunrise)
- Matt Goddard – E-Bass (Chiodos)
- Brian Southall – E-Gitarre, Hintergrundgesang (The Receiving End of Sirens, The Company We Keep)
- Mike Fuentes – Schlagzeug (Pierce the Veil, Underminded)

## Diskografie
- 2010: The Hearts of Lonely People (EP, Equal Vision Records)